# Чемпионат мира по футболу среди юношеских команд 2011
Чемпионат мира по футболу среди юношеских команд 2011 (англ. 2011 FIFA U-17 World Cup, исп. Copa Mundial Sub-17 de la FIFA México 2011) — 14-й розыгрыш юношеского чемпионата мира (11-й после введения ограничения на возраст участвующих игроков в 17 лет). Турнир прошёл в Мексике с 18 июня по 10 июля 2011 года.

## Возрастные ограничения
На Чемпионате мира по футболу среди юношеских команд 2011 могли быть заявлены только игроки, родившиеся не раньше 1 января 1994 года.

## Стадионы
Чемпионат прошёл на семи стадионах Мексики. Финальный матч и матч за 3 место были проведены на стадионе «Ацтека» в Мехико.
| Стадионы                                                     | Стадионы                         | Стадионы                         | Стадионы                         | Стадионы                         | Стадионы                         | Стадионы                             | Стадионы                             | Стадионы                             | Стадионы                         | Стадионы                         | Стадионы                         |
| Мехико                                                       | Мехико                           | Мехико                           | Сапопан (Гвадалахара)            | Сапопан (Гвадалахара)            | Сапопан (Гвадалахара)            | Сан-Николас-де-лос-Гарса (Монтеррей) | Сан-Николас-де-лос-Гарса (Монтеррей) | Сан-Николас-де-лос-Гарса (Монтеррей) | Морелия                          | Морелия                          | Морелия                          |
| ------------------------------------------------------------ | -------------------------------- | -------------------------------- | -------------------------------- | -------------------------------- | -------------------------------- | ------------------------------------ | ------------------------------------ | ------------------------------------ | -------------------------------- | -------------------------------- | -------------------------------- |
| Ацтека                                                       | Ацтека                           | Ацтека                           | Омнилайф                         | Омнилайф                         | Омнилайф                         | Университарио                        | Университарио                        | Университарио                        | Морелос                          | Морелос                          | Морелос                          |
| 19°19′10″ с. ш. 99°09′01″ з. д.                              | 19°19′10″ с. ш. 99°09′01″ з. д.  | 19°19′10″ с. ш. 99°09′01″ з. д.  | 20°40′54″ с. ш. 103°27′46″ з. д. | 20°40′54″ с. ш. 103°27′46″ з. д. | 20°40′54″ с. ш. 103°27′46″ з. д. | 25°43′22″ с. ш. 100°18′43″ з. д.     | 25°43′22″ с. ш. 100°18′43″ з. д.     | 25°43′22″ с. ш. 100°18′43″ з. д.     | 19°43′07″ с. ш. 101°14′01″ з. д. | 19°43′07″ с. ш. 101°14′01″ з. д. | 19°43′07″ с. ш. 101°14′01″ з. д. |
| Вместимость: 105 064                                         | Вместимость: 105 064             | Вместимость: 105 064             | Вместимость: 49 850              | Вместимость: 49 850              | Вместимость: 49 850              | Вместимость: 43 257                  | Вместимость: 43 257                  | Вместимость: 43 257                  | Вместимость: 41 500              | Вместимость: 41 500              | Вместимость: 41 500              |
|                                                              |                                  |                                  |                                  |                                  |                                  |                                      |                                      |                                      |                                  |                                  |                                  |
| Мехико Гвадалахара Монтеррей Керетаро Морелия Пачука Торреон |                                  |                                  |                                  |                                  |                                  |                                      |                                      |                                      |                                  |                                  |                                  |
| Керетаро                                                     | Керетаро                         | Керетаро                         | Керетаро                         | Пачука                           | Пачука                           | Пачука                               | Пачука                               | Торреон                              | Торреон                          | Торреон                          | Торреон                          |
| Коррегидора                                                  | Коррегидора                      | Коррегидора                      | Коррегидора                      | Идальго                          | Идальго                          | Идальго                              | Идальго                              | Корона                               | Корона                           | Корона                           | Корона                           |
| 20°34′39″ с. ш. 100°21′58″ з. д.                             | 20°34′39″ с. ш. 100°21′58″ з. д. | 20°34′39″ с. ш. 100°21′58″ з. д. | 20°34′39″ с. ш. 100°21′58″ з. д. | 20°06′18″ с. ш. 98°45′22″ з. д.  | 20°06′18″ с. ш. 98°45′22″ з. д.  | 20°06′18″ с. ш. 98°45′22″ з. д.      | 20°06′18″ с. ш. 98°45′22″ з. д.      | 25°33′18″ с. ш. 103°24′11″ з. д.     | 25°33′18″ с. ш. 103°24′11″ з. д. | 25°33′18″ с. ш. 103°24′11″ з. д. | 25°33′18″ с. ш. 103°24′11″ з. д. |
| Вместимость: 35 550                                          | Вместимость: 35 550              | Вместимость: 35 550              | Вместимость: 35 550              | Вместимость: 30 000              | Вместимость: 30 000              | Вместимость: 30 000                  | Вместимость: 30 000                  | Вместимость: 30 000                  | Вместимость: 30 000              | Вместимость: 30 000              | Вместимость: 30 000              |
|                                                              |                                  |                                  |                                  |                                  |                                  |                                      |                                      |                                      |                                  |                                  |                                  |

## Квалификация

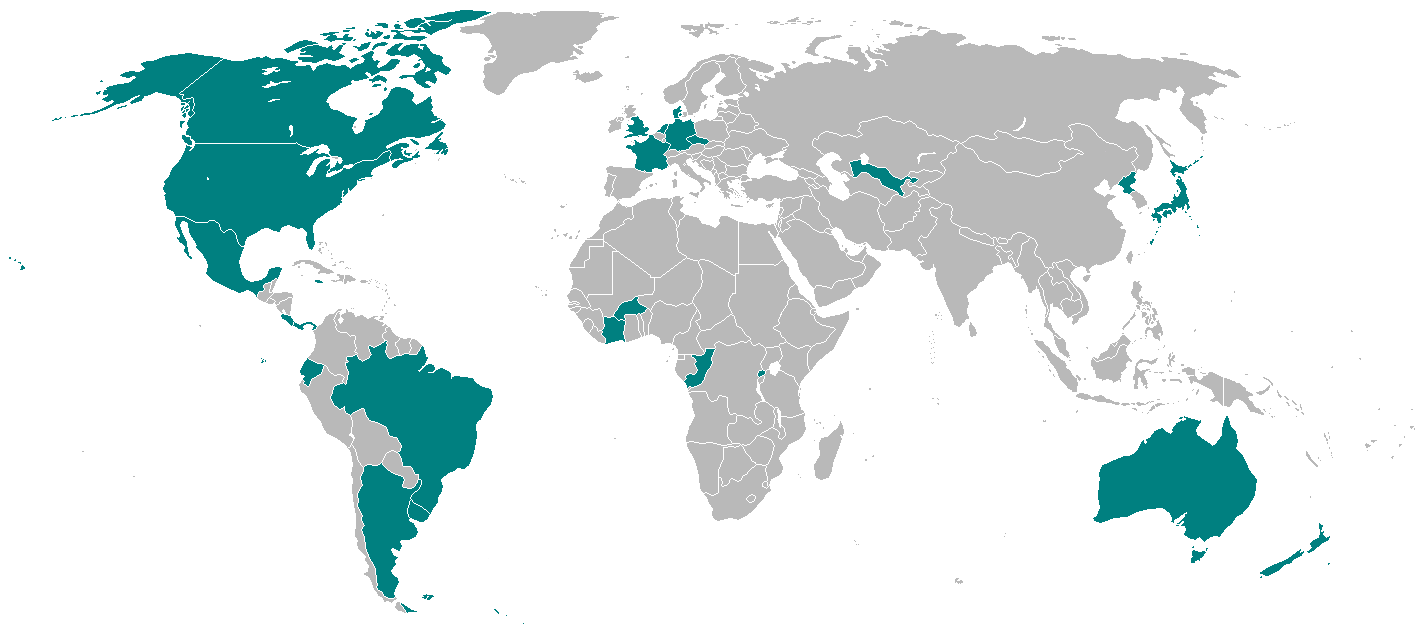

| Конфедерация       | Отборочный турнир                                 | Команды                                          |
| ------------------ | ------------------------------------------------- | ------------------------------------------------ |
| АФК                | Юношеский чемпионат Азии по футболу 2010          | КНДР Узбекистан Австралия Япония                 |
| КАФ                | Юношеский чемпионат Африки по футболу 2011        | Буркина-Фасо Руанда Республика Конго Кот-д’Ивуар |
| КОНКАКАФ           | Юношеский чемпионат КОНКАКАФ 2011                 | США Канада Панама Ямайка                         |
| КОНМЕБОЛ           | Юношеский чемпионат Южной Америки по футболу 2011 | Бразилия Уругвай Аргентина Эквадор               |
| ОФК                | Юношеский чемпионат Океании по футболу 2011       | Новая Зеландия                                   |
| УЕФА               | Евро U-17 2011                                    | Нидерланды Германия Дания Англия Чехия Франция   |
| Страна-организатор | Страна-организатор                                | Мексика                                          |

## Групповой этап
- Время начала матчей — местное (UTC-5)

### Группа A
| Команда          | И | В | Н | П | ГЗ | ГП | +/- | О |
| ---------------- | - | - | - | - | -- | -- | --- | - |
| Мексика          | 3 | 3 | 0 | 0 | 8  | 4  | +4  | 9 |
| Республика Конго | 3 | 1 | 1 | 1 | 3  | 3  | 0   | 4 |
| КНДР             | 3 | 0 | 2 | 1 | 3  | 5  | −2  | 2 |
| Нидерланды       | 3 | 0 | 1 | 2 | 3  | 5  | −2  | 1 |

| Мексика                                             | 3:1 | КНДР       |
| --------------------------------------------------- | --- | ---------- |
| Фьерро 37′ · Чон Кван Сок 68′ (авт.) · Касильяс 86′ |     | Чо Кван 3′ |

| Республика Конго | 1:0 | Нидерланды |
| ---------------- | --- | ---------- |
| Моиз Нкунку 53′  |     |            |

| КНДР            | 1:1 | Нидерланды             |
| --------------- | --- | ---------------------- |
| Кан Нам-Вон 48′ |     | Данзелл Гравенберх 75′ |

| Мексика                     | 2:1 | Республика Конго   |
| --------------------------- | --- | ------------------ |
| Эсперикуэта 40′ · Гомес 85′ |     | Бель-Анж Эпако 73′ |

| КНДР             | 1:1 | Республика Конго |
| ---------------- | --- | ---------------- |
| Чу Чон Чхоль 14′ |     | Христ Нкунку 75′ |

| Мексика                                    | 3:2 | Нидерланды               |
| ------------------------------------------ | --- | ------------------------ |
| Касильяс 29′ · Фьерро 43′ · Гонсалес 90+4′ |     | Депай 47′ · Эбесилио 63′ |

### Группа B
| Команда   | И | В | Н | П | ГЗ | ГП | +/- | О |
| --------- | - | - | - | - | -- | -- | --- | - |
| Япония    | 3 | 2 | 1 | 0 | 5  | 2  | +3  | 7 |
| Франция   | 3 | 1 | 2 | 0 | 5  | 2  | +3  | 5 |
| Аргентина | 3 | 1 | 0 | 2 | 3  | 7  | −4  | 3 |
| Ямайка    | 3 | 0 | 1 | 2 | 2  | 4  | −2  | 1 |

| Франция                    | 3:0   | Аргентина |
| -------------------------- | ----- | --------- |
| Бензия 35′, 45′ · Алле 38′ | Отчёт |           |

| Япония             | 1:0   | Ямайка |
| ------------------ | ----- | ------ |
| Масая Мацумото 61′ | Отчёт |        |

| Япония                  | 1:1   | Франция           |
| ----------------------- | ----- | ----------------- |
| Хидэки Исиге 49′ (пен.) | Отчёт | Абдалла Ясьен 24′ |

| Ямайка           | 1:2   | Аргентина                  |
| ---------------- | ----- | -------------------------- |
| Желано Барнс 89′ | Отчёт | Сильва 23′ · Лукас Пуг 63′ |

| Япония                                          | 3:1   | Аргентина    |
| ----------------------------------------------- | ----- | ------------ |
| Дайсукэ Такаги 4′ · Уэда 20′ · Хироки Акино 74′ | Отчёт | Феррейра 87′ |

| Ямайка   | 1:1   | Франция    |
| -------- | ----- | ---------- |
| Льюис 9′ | Отчёт | Бензия 58′ |

### Группа C
| Команда | И | В | Н | П | ГЗ | ГП | +/- | О |
| ------- | - | - | - | - | -- | -- | --- | - |
| Англия  | 3 | 2 | 1 | 0 | 6  | 2  | +4  | 7 |
| Уругвай | 3 | 2 | 0 | 1 | 4  | 2  | +2  | 6 |
| Канада  | 3 | 0 | 2 | 1 | 2  | 5  | −3  | 2 |
| Руанда  | 3 | 0 | 1 | 2 | 0  | 3  | −3  | 1 |

| Руанда | 0:2   | Англия                         |
| ------ | ----- | ------------------------------ |
|        | Отчёт | Хэллам Хоуп 68′ · Стерлинг 86′ |

| Уругвай                                                         | 3:0   | Канада |
| --------------------------------------------------------------- | ----- | ------ |
| Маскья 52′ · Гильермо Мендес 85′ (пен.) · Эльбио Альварес 90+3′ | Отчёт |        |

| Уругвай    | 1:0   | Руанда |
| ---------- | ----- | ------ |
| Пайс 90+5′ | Отчёт |        |

| Канада                         | 2:2   | Англия                        |
| ------------------------------ | ----- | ----------------------------- |
| Сади Джалали 50′ · Робертс 87′ | Отчёт | Морган 46′ · Блэр Тарготт 77′ |

| Уругвай | 0:2   | Англия                        |
| ------- | ----- | ----------------------------- |
|         | Отчёт | Чалоба 45′ · Макс Клейтон 58′ |

| Канада | 0:0   | Руанда |
| ------ | ----- | ------ |
|        | Отчёт |        |

### Группа D
| Команда        | И | В | Н | П | ГЗ | ГП | +/- | О |
| -------------- | - | - | - | - | -- | -- | --- | - |
| Узбекистан     | 3 | 2 | 0 | 1 | 5  | 6  | −1  | 6 |
| США            | 3 | 1 | 1 | 1 | 4  | 2  | +2  | 4 |
| Новая Зеландия | 3 | 1 | 1 | 1 | 4  | 2  | +2  | 4 |
| Чехия          | 3 | 1 | 0 | 2 | 2  | 5  | −3  | 3 |

| Узбекистан     | 1:4   | Новая Зеландия                                   |
| -------------- | ----- | ------------------------------------------------ |
| Т. Хакимов 39′ | Отчёт | Стивен Кармайкл 10′, 36′, 53′ · Джордан Вэйл 87′ |

| США                                         | 3:0   | Чехия |
| ------------------------------------------- | ----- | ----- |
| Гидо 5′ · Эстебан Родригес 52′ · Корома 89′ | Отчёт |       |

| США        | 1:2   | Узбекистан                                    |
| ---------- | ----- | --------------------------------------------- |
| Корома 47′ | Отчёт | Давлатов 13′ · Аббосбек Махсталиев 54′ (пен.) |

| Чехия    | 1:0   | Новая Зеландия |
| -------- | ----- | -------------- |
| Юлиш 28′ | Отчёт |                |

| США | 0:0   | Новая Зеландия |
| --- | ----- | -------------- |
|     | Отчёт |                |

| Чехия           | 1:2   | Узбекистан                               |
| --------------- | ----- | ---------------------------------------- |
| Юлиш 23′ (пен.) | Отчёт | Т. Хакимов 44′ · Аббосбек Махсталиев 73′ |

### Группа E
| Команда      | И | В | Н | П | ГЗ | ГП | +/- | О |
| ------------ | - | - | - | - | -- | -- | --- | - |
| Германия     | 3 | 3 | 0 | 0 | 11 | 1  | +10 | 9 |
| Эквадор      | 3 | 2 | 0 | 1 | 5  | 7  | -2  | 6 |
| Панама       | 3 | 1 | 0 | 2 | 2  | 4  | −2  | 3 |
| Буркина-Фасо | 3 | 0 | 0 | 3 | 0  | 6  | −6  | 0 |

| Германия                                                                  | 6:1   | Эквадор    |
| ------------------------------------------------------------------------- | ----- | ---------- |
| Ешиль 31′, 69′ · Симо Рёкер 54′ · Айчичек 61′ · Дукш 85′ · Окан Айдын 90′ | Отчёт | Груэсо 51′ |

| Буркина-Фасо | 0:1   | Панама     |
| ------------ | ----- | ---------- |
|              | Отчёт | Агилар 22′ |

| Буркина-Фасо | 0:3   | Германия                                    |
| ------------ | ----- | ------------------------------------------- |
|              | Отчёт | Гюнтер 4′ · Айчичек 26′ (пен.) · Вайзер 64′ |

| Панама     | 1:2   | Эквадор                         |
| ---------- | ----- | ------------------------------- |
| Агилар 33′ | Отчёт | Хордан Хайме 61′ · Севальос 82′ |

| Буркина-Фасо | 0:2   | Эквадор                    |
| ------------ | ----- | -------------------------- |
|              | Отчёт | Севальос 74′ · Меркадо 76′ |

| Панама | 0:2   | Германия                    |
| ------ | ----- | --------------------------- |
|        | Отчёт | Окан Айдын 10′ · Вайзер 39′ |

### Группа F
| Команда     | И | В | Н | П | ГЗ | ГП | +/- | О |
| ----------- | - | - | - | - | -- | -- | --- | - |
| Бразилия    | 3 | 2 | 1 | 0 | 7  | 3  | +4  | 7 |
| Кот-д’Ивуар | 3 | 1 | 1 | 1 | 8  | 7  | +1  | 4 |
| Австралия   | 3 | 1 | 1 | 1 | 3  | 3  | 0   | 4 |
| Дания       | 3 | 0 | 1 | 2 | 3  | 8  | −5  | 1 |

| Бразилия                        | 3:0   | Дания |
| ------------------------------- | ----- | ----- |
| Адемилсон 32′, 78′ · Уоллас 57′ | Отчёт |       |

| Австралия                                | 2:1   | Кот-д’Ивуар           |
| ---------------------------------------- | ----- | --------------------- |
| Джесс Макарунас 51′ · Дилан Томбидес 77′ | Отчёт | Сулейман Кулибали 18′ |

| Австралия | 0:1   | Бразилия   |
| --------- | ----- | ---------- |
|           | Отчёт | Адриан 76′ |

| Кот-д’Ивуар                                 | 4:2   | Дания                 |
| ------------------------------------------- | ----- | --------------------- |
| Сулейман Кулибали 23′, 37′, 41′ (пен.), 69′ | Отчёт | Зохоре 9′ · Фишер 32′ |

| Кот-д’Ивуар                     | 3:3   | Бразилия                                 |
| ------------------------------- | ----- | ---------------------------------------- |
| Сулейман Кулибали 11′, 33′, 58′ | Отчёт | Пиазон 8′ · Адемилсон 14′ · Адриан 90+3′ |

| Австралия         | 1:1   | Дания                    |
| ----------------- | ----- | ------------------------ |
| Люк Ремингтон 89′ | Отчёт | Ли Рочестер Сёренсен 35′ |

### Команды, занявшие третьи места
| Группа | Команда        | И | В | Н | П | ГЗ | ГП | +/- | О |
| ------ | -------------- | - | - | - | - | -- | -- | --- | - |
| D      | Новая Зеландия | 3 | 1 | 1 | 1 | 4  | 2  | +2  | 4 |
| F      | Австралия      | 3 | 1 | 1 | 1 | 3  | 3  | 0   | 4 |
| E      | Панама         | 3 | 1 | 0 | 2 | 2  | 4  | −2  | 3 |
| B      | Аргентина      | 3 | 1 | 0 | 2 | 3  | 7  | −4  | 3 |
| A      | КНДР           | 3 | 0 | 2 | 1 | 3  | 5  | −2  | 2 |
| C      | Канада         | 3 | 0 | 2 | 1 | 2  | 5  | −3  | 2 |

## Плей-офф
|  | 1/8 финала                 | 1/8 финала             |                           |       | Четвертьфиналы | Четвертьфиналы |                       |                       | Полуфиналы | Полуфиналы |  |  | Финал | Финал |
|  | -------------------------- | ---------------------- | ------------------------- | ----- | -------------- | -------------- | --------------------- | --------------------- | ---------- | ---------- |  |  | ----- | ----- |
|  |                            |                        |                           |       |                |                |                       |                       |            |            |  |  |       |       |
|  | 29 июня 2011 – Морелия     |                        |                           |       |                |                |                       |                       |            |            |  |  |       |       |
|  |                            |                        |                           |       |                |                |                       |                       |            |            |  |  |       |       |
|  | Республика Конго           | 1                      |                           |       |                |                |                       |                       |            |            |  |  |       |       |
|  | Республика Конго           | 1                      | 3 июля 2011 – Монтеррей   |       |                |                |                       |                       |            |            |  |  |       |       |
|  | Уругвай                    | 2                      |                           |       |                |                |                       |                       |            |            |  |  |       |       |
|  | Уругвай                    | 2                      | Уругвай                   | 2     |                |                |                       |                       |            |            |  |  |       |       |
|  | 29 июня 2011 – Торреон     |                        | Уругвай                   | 2     |                |                |                       |                       |            |            |  |  |       |       |
|  |                            | Узбекистан             | 0                         |       |                |                |                       |                       |            |            |  |  |       |       |
|  | Узбекистан                 | Узбекистан             | 0                         | 4     |                |                |                       |                       |            |            |  |  |       |       |
|  | Узбекистан                 |                        | 7 июля 2011 – Гвадалахара | 4     |                |                |                       |                       |            |            |  |  |       |       |
|  | Австралия                  | 0                      |                           |       |                |                |                       |                       |            |            |  |  |       |       |
|  | Австралия                  | 0                      | Уругвай                   | 3     |                |                |                       |                       |            |            |  |  |       |       |
|  | 29 июня 2011 – Монтеррей   |                        | Уругвай                   | 3     |                |                |                       |                       |            |            |  |  |       |       |
|  |                            | Бразилия               | 0                         |       |                |                |                       |                       |            |            |  |  |       |       |
|  | Япония                     | Бразилия               | 0                         | 6     |                |                |                       |                       |            |            |  |  |       |       |
|  | Япония                     | 3 июля 2011 – Керетаро |                           | 6     |                |                |                       |                       |            |            |  |  |       |       |
|  | Новая Зеландия             | 0                      |                           |       |                |                |                       |                       |            |            |  |  |       |       |
|  | Новая Зеландия             | 0                      | Япония                    | 2     |                |                |                       |                       |            |            |  |  |       |       |
|  | 29 июня 2011 – Гвадалахара |                        | Япония                    | 2     |                |                |                       |                       |            |            |  |  |       |       |
|  |                            | Бразилия               | 3                         |       |                |                |                       |                       |            |            |  |  |       |       |
|  | Бразилия                   | Бразилия               | 3                         | 2     |                |                |                       |                       |            |            |  |  |       |       |
|  | Бразилия                   |                        | 10 июля 2011 – Мехико     | 2     |                |                |                       |                       |            |            |  |  |       |       |
|  | Эквадор                    | 0                      |                           |       |                |                |                       |                       |            |            |  |  |       |       |
|  | Эквадор                    | 0                      | Уругвай                   | 0     |                |                |                       |                       |            |            |  |  |       |       |
|  | 30 июня 2011 – Керетаро    |                        | Уругвай                   | 0     |                |                |                       |                       |            |            |  |  |       |       |
|  |                            | Мексика                | 2                         |       |                |                |                       |                       |            |            |  |  |       |       |
|  | Германия                   | Мексика                | 2                         | 4     |                |                |                       |                       |            |            |  |  |       |       |
|  | Германия                   | 4 июля 2011 – Морелия  |                           | 4     |                |                |                       |                       |            |            |  |  |       |       |
|  | США                        | 0                      |                           |       |                |                |                       |                       |            |            |  |  |       |       |
|  | США                        | 0                      | Германия                  | 3     |                |                |                       |                       |            |            |  |  |       |       |
|  | 30 июня 2011 – Пачука      |                        | Германия                  | 3     |                |                |                       |                       |            |            |  |  |       |       |
|  |                            | Англия                 | 2                         |       |                |                |                       |                       |            |            |  |  |       |       |
|  | Англия (пен.)              | Англия                 | 2                         | 1 (4) |                |                |                       |                       |            |            |  |  |       |       |
|  | Англия (пен.)              |                        | 7 июля 2011 – Торреон     | 1 (4) |                |                |                       |                       |            |            |  |  |       |       |
|  | Аргентина                  | 1 (2)                  |                           |       |                |                |                       |                       |            |            |  |  |       |       |
|  | Аргентина                  | 1 (2)                  | Германия                  | 2     |                |                |                       |                       |            |            |  |  |       |       |
|  | 30 июня 2011 – Керетаро    |                        | Германия                  | 2     |                |                |                       |                       |            |            |  |  |       |       |
|  |                            | Мексика                | 3                         |       | Третье место   | Третье место   |                       |                       |            |            |  |  |       |       |
|  | Франция                    | Мексика                | 3                         | 3     | Третье место   | Третье место   |                       |                       |            |            |  |  |       |       |
|  | Франция                    | 4 июля 2011 – Пачука   | 4 июля 2011 – Пачука      | 3     |                |                | 10 июля 2011 – Мехико | 10 июля 2011 – Мехико |            |            |  |  |       |       |
|  | Кот-д’Ивуар                | 4 июля 2011 – Пачука   | 4 июля 2011 – Пачука      | 2     |                |                | 10 июля 2011 – Мехико | 10 июля 2011 – Мехико |            |            |  |  |       |       |
|  | Кот-д’Ивуар                | Франция                | 1                         | 2     | Бразилия       | 3              |                       |                       |            |            |  |  |       |       |
|  | 30 июня 2011 – Пачука      | Франция                | 1                         |       | Бразилия       | 3              |                       |                       |            |            |  |  |       |       |
|  |                            | Мексика                | 2                         |       | Германия       | 4              |                       |                       |            |            |  |  |       |       |
|  | Мексика                    | Мексика                | 2                         | 2     | Германия       | 4              |                       |                       |            |            |  |  |       |       |
|  | Мексика                    |                        |                           | 2     |                |                |                       |                       |            |            |  |  |       |       |
|  | Панама                     | 0                      |                           |       |                |                |                       |                       |            |            |  |  |       |       |
|  | Панама                     | 0                      |                           |       |                |                |                       |                       |            |            |  |  |       |       |

### 1/8 финала
| Узбекистан                                                                        | 4:0   | Австралия |
| --------------------------------------------------------------------------------- | ----- | --------- |
| Аббосбек Махсталиев 11′ · Хакимов 40′ · Чапман 66′ (авт.) · Давлатбек Ярбеков 89′ | Отчёт |           |

| Бразилия                | 2:0   | Эквадор |
| ----------------------- | ----- | ------- |
| Адемилсон 16′ · Лео 87′ | Отчёт |         |

| Республика Конго  | 1:2   | Уругвай                  |
| ----------------- | ----- | ------------------------ |
| Арди Бингуила 53′ | Отчёт | Морейра 65′ · Сильва 86′ |

| Япония                                                                            | 6:0   | Новая Зеландия |
| --------------------------------------------------------------------------------- | ----- | -------------- |
| Хидэки Исиге 20′, 22′ · Фумия Хаякава 32′, 80′ · Колвей 42′ (авт.) · Минамино 56′ | Отчёт |                |

| Германия                                       | 4:0   | США |
| ---------------------------------------------- | ----- | --- |
| Гюнтер 20′ · Вайзер 40′ · Ешиль 43′ · Дукш 50′ | Отчёт |     |

| Англия                                                           | 1:1   | Аргентина                               |
| ---------------------------------------------------------------- | ----- | --------------------------------------- |
| Стерлинг 40′                                                     | Отчёт | Максимилиано Падилья 12′                |
| Пенальти                                                         |       |                                         |
| Сэм Магри · Морган · Макс Клейтон · Джейк Форстер-Кэски · Чалоба | 4:2   | Окампос · Лукас Пуг · Иньигес · Альионе |

| Франция                            | 3:2   | Кот-д’Ивуар                                   |
| ---------------------------------- | ----- | --------------------------------------------- |
| Бензия 37′ (пен.), 74′ · Нанжи 65′ | Отчёт | Сулейман Кулибали 3′ · Дрисса Диаррассуба 25′ |

| Мексика               | 2:0   | Панама |
| --------------------- | ----- | ------ |
| Фьерро 2′ · Буэно 89′ | Отчёт |        |

### Четвертьфинал
| Уругвай                            | 2:0   | Узбекистан |
| ---------------------------------- | ----- | ---------- |
| Сантьяго Чарамони 29′ · Агирре 64′ | Отчёт |            |

| Япония                            | 2:3   | Бразилия                             |
| --------------------------------- | ----- | ------------------------------------ |
| Накадзима 77′ · Фумия Хаякава 88′ | Отчёт | Лео 16′ · Адемилсон 48′ · Адриан 60′ |

| Германия                  | 3:2   | Англия                                 |
| ------------------------- | ----- | -------------------------------------- |
| Ешиль 7′, 53′ · Айхан 24′ | Отчёт | Сэм Магри 67′ (пен.) · Хэмилл Хоуп 83′ |

| Франция   | 1:2   | Мексика                    |
| --------- | ----- | -------------------------- |
| Икоко 17′ | Отчёт | Эскамилья 14′ · Фьерро 50′ |

### Полуфинал
| Уругвай                                                                  | 3:0   | Бразилия |
| ------------------------------------------------------------------------ | ----- | -------- |
| Эльбио Альварес 20′ (пен.) · Хуан Сан-Мартин 72′ · Гильермо Мендес 90+5′ | Отчёт |          |

| Германия             | 2:3   | Мексика                         |
| -------------------- | ----- | ------------------------------- |
| Ешиль 10′ · Джан 60′ | Отчёт | Гомес 3′, 90′ · Эсперикуэта 76′ |

### Матч за 3-е место
| Бразилия                                | 3:4   | Германия                                         |
| --------------------------------------- | ----- | ------------------------------------------------ |
| Веллингтон 22′ · Адриан 29′ (пен.), 33′ | Отчёт | Окан Айдын 20′, 63′ · Гюнтер 45+1′ · Айчичек 55′ |

### Финал
| Уругвай | 0:2   | Мексика                       |
| ------- | ----- | ----------------------------- |
|         | Отчёт | Брисеньо 31′ · Касильяс 90+2′ |